# Æresport
En æresport (festportal) er en udsmykning af en hoveddør eller et indgangsparti i festlig anledning, især til ære for et sølv- eller guldbrudepar. Sædvanligvis hænges en guirlande af gran op langs dørkarmen, og i midten foroven anbringes et skilt med forklarende tekst, dvs. fx sølvbrudeparrets navne og datoen for brylluppet, hhv. mærkedagen. Æresporten er nu oftest lavet af grangrene, men kan også være af andre grene, der kan være fastgjort til et skelet af rafter, tov eller ståltråd. Denne grundstamme kan udsmykkes med blomster, blade og lamper.
Æresporten for brudepar arrangeres af parrets børn, familie og venner, og den opsættes aftenen eller natten forud for festdagen. Om morgenen møder arrangørerne frem og synger parret op, fx med "Det er så yndigt at følges ad", som N.F.S. Grundtvig skrev til et sølvbryllup. Efterfølgende inviteres der sædvanligvis på morgenkaffe, som æresparret har forberedt, idet de havde forudset at ville blive fejret med æresport om morgenen.
Hvis æresport anvendes ved kobberbryllup (ved 12½ år), vil det ofte kun være en halv æresport, hvor der kun er opbygget venstre side af en fuld port.
En dansk dokumentarfilm fra 1967 hed Æresporten.